# Кайт (фильм)
«Кайт» (англ. Kite) — американский боевик 2014 года режиссёра Ральфа Зимана, снятый по мотивам одноимённого аниме 1998 года Ясуоми Умэцу.

## Сюжет
Юная дочь полицейского Сава охотится за Эмиром, убийцей её родителей. В этом ей помогает Карл, коллега её отца. Убив Эмира, чья бандитская организация похищает и продаёт детей, она с помощью своего друга Обури выясняет, что на самом деле виновным в смерти её родителей является коррумпированный детектив по имени Карл. После перестрелки, в которой Карл стреляет в отца Обури и сам получает ранение, Сава вводит ему наркотик, чтобы стереть память, и оставляет его в руках полиции, которая тем временем выясняет, что Карл виновен во множестве преступлений.

## В ролях
- Индиа Айсли — Сава
- Каллан Маколифф — Обури
- Сэмюэл Л. Джексон — Карл Акер
- Карл Бьюкс — Вик Торнхилл
- Деон Лотц — детектив Принслу

## Критика
Фильм получил в основном негативные отзывы от кинокритиков. На сайте Rotten Tomatoes он имеет рейтинг 0 % на основе 15 рецензий со средним баллом 2,6/10. На сайте Metacritic фильм имеет оценку 19 из 100 на основе 7 рецензий критиков.
Борис Иванов с сайта Film.ru назвал фильм «второсортной подделкой», что не предоставляет зрителю ничего, кроме «заляпанной кровью большеглазой красавицы с пистолетом и тесаком». По мнению Питера Дебрюжа, фильм не соответствует высокому уровню оригинальной истории, а игра Айсли слишком слаба.